# Straßenbahn München Baureihe S

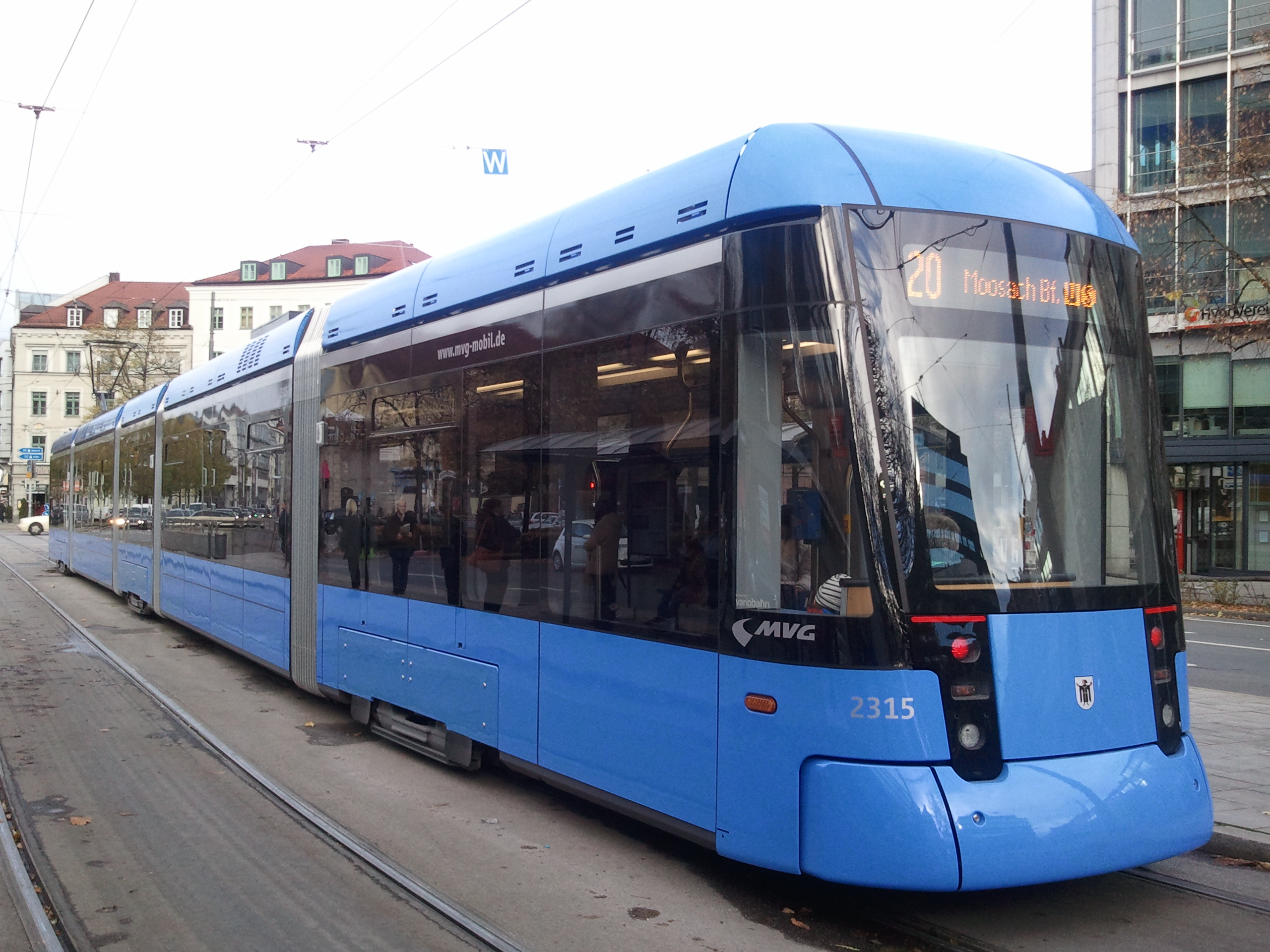
Das Heck des Wagens 2315 der Baureihe S

Als Baureihe S wird die 15. Triebwagen-Generation der Münchner Straßenbahn bezeichnet. Die Fahrzeuge vom Typ Variobahn wurden von Stadler Rail in Berlin gebaut und werden von der Münchner Verkehrsgesellschaft (MVG) betrieben. Die fünfgliedrigen Gelenkwagen haben eine Länge von 33,94 m. Der erste ausgelieferte S-Wagen mit der Betriebsnummer 2301 kam in München am 19. März 2009 erstmals zu einer Pressefahrt zum Einsatz.
Insgesamt wurden 14 Straßenbahnen zwischen 2008 und 2011 hergestellt. Die Fahrzeuge sind jeweils für 221 Fahrgäste ausgelegt. Die Höchstgeschwindigkeit beträgt 60 km/h. Wegen Fahrwerksproblemen kurze Zeit nach der Auslieferung kaufte man keine weiteren Variobahnwagen. Stattdessen bestellte die MVG Fahrzeuge des Typs Siemens Avenio, die als Baureihe T eingegliedert wurden.

## Geschichte
Um die letzten drei Züge der Baureihe P/p abstellen zu können, plante die MVG mit der VAG Nürnberg weitere Züge der GTxN-Typen zu kaufen. Da jedoch Bombardier diese Produktion eingestellt hatte und der Preis höher als von neueren Modellen gewesen wäre, bestellte die MVG in einem Gemeinschaftskauf mit VAG im Oktober 2005 drei Züge des Typs Variobahn. Kurz darauf wurde als Ersatz für einen durch einen Baukran schwer beschädigten R-Wagen eine weitere Variobahn nachbestellt und weitere 18 Wagen auf Option gestellt. Um dem vergrößerten Bedarf, unter anderem durch die neu eingerichtete Linie 23, gerecht zu werden, bestellte die MVG am 2. September 2008 weitere zehn Fahrzeuge des Typs, so dass die Bestellung letztlich 14 Wagen umfasste. Die Gesamtkosten beliefen sich auf rund 40 Millionen Euro, wobei sich der Kauf einer Tram auf 3 Millionen Euro belief.
Der erste Wagen mit der Seriennummer 2301 wurde im September 2008 auf der InnoTrans in Berlin der Öffentlichkeit vorgestellt und am 11. März 2009 zum Betriebshof 2 in der Einsteinstraße geliefert. Acht Tage später wurde das Fahrzeug der Münchner Presse vorgestellt und absolvierte dazu seine erste Fahrt. Unmittelbar vor der Jungfernfahrt wurde die Straßenbahn im Betriebshof 2 von Münchens Oberbürgermeister Christian Ude und dem MVG-Chef Herbert König der Presse vorgestellt. Im selben Jahr wurden drei weitere Wagen fertiggestellt und ausgeliefert. Sie tragen die Nummern 2302 bis 2304. Zusammen mit der Tram 2301 bilden sie die Unterbaureihe S 1.4. Alle vier Züge erhielten lediglich eine vorläufige Zulassung, da unter anderem der rechnerische Nachweis und die Gutachterbestätigung fehlte, dass die Straßenbahnwagen das Lichtraumprofil einhalten würden. Die Aufsichtsbehörde erteilte zudem die Auflage, dass eine Begegnung zwischen den Variobahnen und den P-Wagen nur zulässig ist, wenn eines der Fahrzeuge steht. Im Dezember 2008 wurden die Wagen zum Fahrplanwechsel in den Linieneinsatz übernommen und fuhren erst auf den Linien 20 und 21, später auch auf der Linie 19. Die Zulassung wurde am 19. Juli 2010 von der Technischen Aufsichtsbehörde Oberbayern wegen Problemen am Fahrwerk abrupt entzogen, so dass die Züge bis Dezember 2011 nicht mehr im Linienverkehr eingesetzt werden konnten. Seit dem 11. Dezember 2011 fuhren die Wagen erneut mit einer vorläufigen Betriebserlaubnis. Die Auslieferung der weiteren Wagen war für Mitte bis Ende 2011 vorgesehen, kam aber erst im Frühjahr 2012 zum Abschluss. Diese werden als S 1.5 bezeichnet und tragen die Nummern 2311 bis 2320. Auch sie verkehren auf den Linien 19, 20, 21, sowie auf der seit Dezember 2012 neu eingerichteten Linie 22 und ersetzen auf diesen Strecken ältere Fahrzeuge, die nun auf anderen Linien zum Einsatz kommen können.
Ende März 2012 gab die MVG bekannt, dass bei neun Wagen ein Serienschaden an den Rädern auftrat: Die zwischen Radreifen und Radscheibe befindlichen Gummikörper wiesen nach wenigen Wochen Einsatz Risse auf und mussten ersetzt werden. Gummigefederte Räder sollten zum Lärmschutz, zur Reduktion der Unterhaltskosten, zur Verringerung des Rad- und Schienenverschleißes, sowie zum Stoßabbau und zur Verringerung der nicht gefederten beweglichen Massen dienen. Ein Gutachten nennt Fehler in der Zusammensetzung und in der Herstellung der Gummielemente als Ursache. Zwei weitere Betriebe, die ebenfalls Variobahn-Wagen einsetzen, hatten mit den gleichen Problemen zu kämpfen. Die für den 1. April 2012 vorgesehene Erteilung der endgültigen Zulassung unterblieb dadurch. Stadler Rail, die bis zur endgültigen Zulassung das Eigentum an den Zügen behält, hätte die Mängel beheben sollen; mangels eigener Ressourcen hatte der Hersteller jedoch die MVG mit der aufwändigen Reparatur selbst beauftragt. Um weiterhin den Straßenbahnverkehr in Takt zu halten, musste der geplante Umbau der Züge der Vorgängerbaureihe R 2.2 herausgezögert werden, da diese als Ersatz für die S-Züge eingesetzt werden mussten. Zusätzlich gab es Überlegungen, zwischenzeitlich von anderen Betrieben Straßenbahnwagen auszuleihen. Nachdem die MVG die Ersatzteile besorgt und mit dem Austausch begonnen hatte, gab die Verkehrsgesellschaft die Fahrzeuge später doch an Stadler Rail zurück, da die MVG Werkstattkapazitäten für andere Fahrzeuge benötigte. Die Gummiteile wurden schließlich im Sommer 2012 ausgetauscht. Die vorläufige Zulassung, die am 31. August 2012 endete, wurde von der Technischen Aufsichtsbehörde nochmal um neun Monate verlängert. In dieser Zeit sollte sichergestellt werden, dass sich die Erneuerungen langfristig bewähren. Nach Software-Änderungen an den Türen und Klimaanlagen wurde die endgültige Zulassung der Münchner Variobahn vom 31. Mai auf den 30. September 2013 verschoben. An diesem Termin wurde die Variobahn unbefristet zugelassen. Die Fahrzeuge konnten bereits auf den Linien 19, 20, 21 und 22 für den Linienverkehr eingesetzt werden; inzwischen wurde die Zulassung jedoch auf die Linien 19 und 22 beschränkt. Am 10. Mai 2016 erhielten die Bahnen eine Zulassung für die Linien 17, 27 und 28.
Durch die Fahrwerksmängel bekam die MVG Probleme mit der Fahrplanerstellung für das Jahr 2013. Diesen wurde mit einem Übergangsfahrplan begegnet, der, je nach Fahrzeugverfügbarkeit, vorsieht, einzelne Verstärkerfahrten in der Hauptverkehrszeit durchzuführen. Falls die Variobahn-Flotte erneut ausfällt, müssen Busse die fehlenden Straßenbahnwagen ersetzen. Zusätzlich werden Variobahnwagen seit jenem Fahrplanwechsel auf der neu eröffneten Linie 22 eingesetzt.
Die MVG entschied sich gegen ihre Option auf weitere acht Züge der Baureihe S und gab stattdessen am 28. September 2012 bekannt, dass sie acht Züge des Typs Siemens Avenio bestellt habe. Die Siemens-Fahrzeuge wurden als Baureihe T in den Fuhrpark eingegliedert.
Am 12. Dezember 2014 traf die Züge ein weiterer Serienschaden. Bei Wartungsarbeiten wurden Risse auf der Unterseite der Wagenkästen an sieben Variobahnen entdeckt, die daraufhin außer Betrieb gesetzt wurden. Die anderen sechs für den Fahrgastbetrieb zugelassenen Züge zeigten keine Auffälligkeiten; die MVG entschied aber, diese in kürzeren Intervallen zu überprüfen. Die Regierung von Oberbayern als Technische Aufsichtsbehörde (TAB) ordnete zum 7. Januar 2015 an, dass auch die Fahrzeuge, die von dem Schaden bisher nicht betroffen sind, außer Betrieb genommen werden müssen. Die Mängel konnten bis Mai desselben Jahres behoben werden. Seither befinden sich die Fahrzeuge wieder im Linieneinsatz.

## Technik

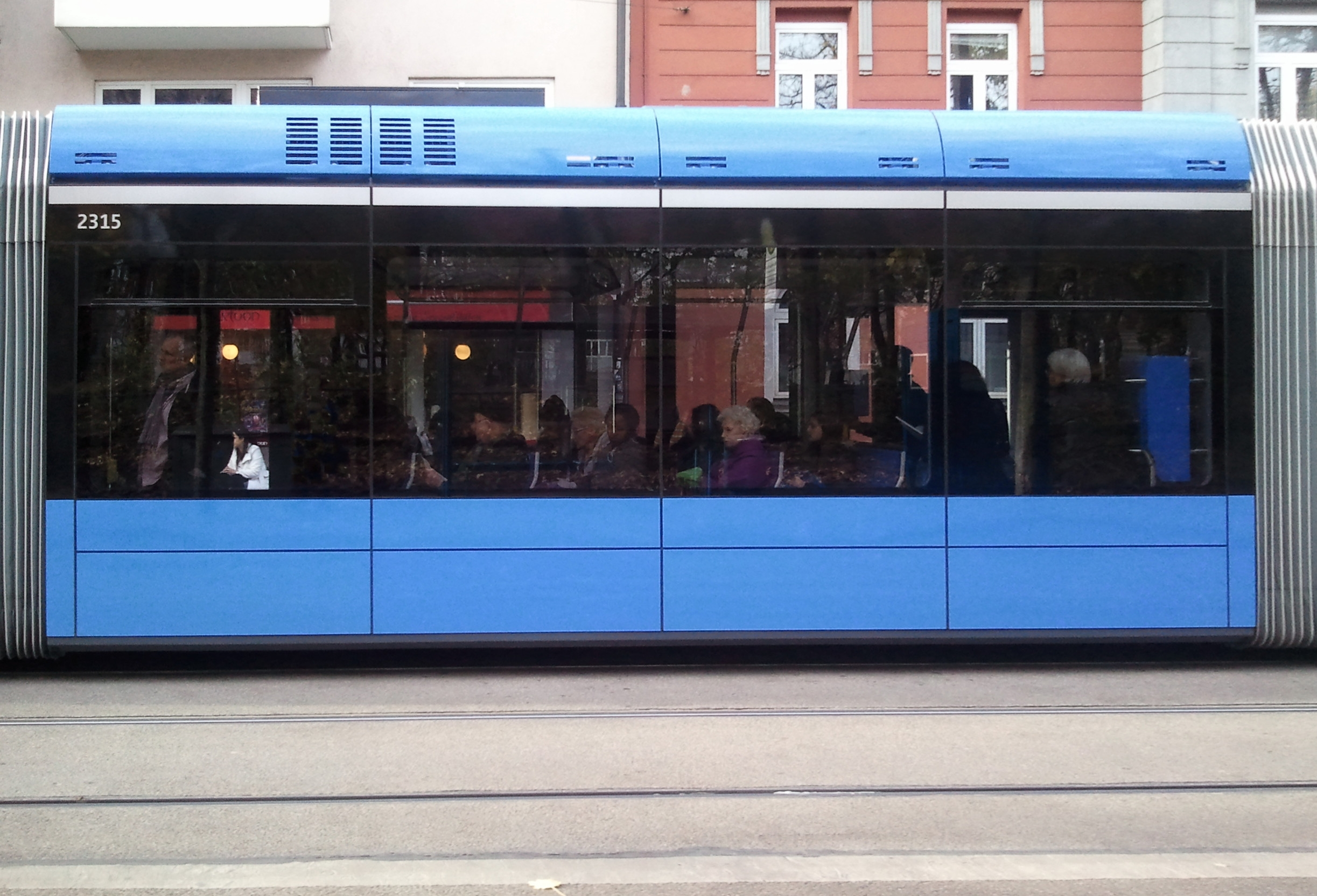
Die Sänfte einer Variobahn zwischen zwei Wagengliedern

Bei der Baureihe S handelt es sich um Gelenktriebwagen vom Typ Variobahn. Das Fahrzeug ist als Einrichtungsfahrzeug konzipiert und verfügt über fünf Fahrzeugsegmente, sogenannte Module. Die Fahrwerke sind unter dem ersten, dritten und fünften Modul angebracht, wobei das vordere und hintere Fahrwerk angetrieben werden. Das mittlere Fahrwerk verfügt hingegen über zwei Laufachsen. Das zweite und vierte Modul sind als Sänften ausgebildet und werden von den anderen Modulen getragen. Die Wagen werden ohne Getriebe mit Hilfe von wassergekühlten Radnabenmotoren angetrieben, die im ersten und dritten Fahrwerk angebracht sind. Bei einer Einstiegshöhe von 300 mm und mit einem Fußboden, der über den Rädern gewölbt ist und dort eine Höhe von 350 mm beziehungsweise 360 mm hat, sind die Züge komplette Niederflurwagen mit einer Gangbreite von 520 mm. Die Baureihe S ist sowohl mit elektrischen, als auch Federspeicherbremsen ausgerüstet. Eine Münchner Variobahn kann höchstens 60 km/h schnell werden und wird vor Erreichen höherer Geschwindigkeiten elektronisch auf jenes Tempo geregelt. Der Rohbau besteht aus nichtrostendem Edelstahl; die blaue Außenverkleidung ist in Klebetechnologie aufgebracht. Die MVG selbst baute die Straßenbahnbaureihe aus Funktionsmodulen zusammen, so dass die gewünschte Kapazität und Sicherheit erreicht wird. Die sechs elektrischen Außenschwenkschiebetüren im ersten, zweiten, vierten und fünften Modul sind, wie auch die Sitzanordnung für den Fahrgäste, durch die MVG frei gestaltet. Die Fahrzeuge benötigen einen Mindestkurvenradius von 14,5 m, womit sie auf jeder Linie einsatzfähig wären. Die Räder haben einen Durchmesser von 650 mm im neuen und mindestens 570 mm im abgenutzten Zustand.

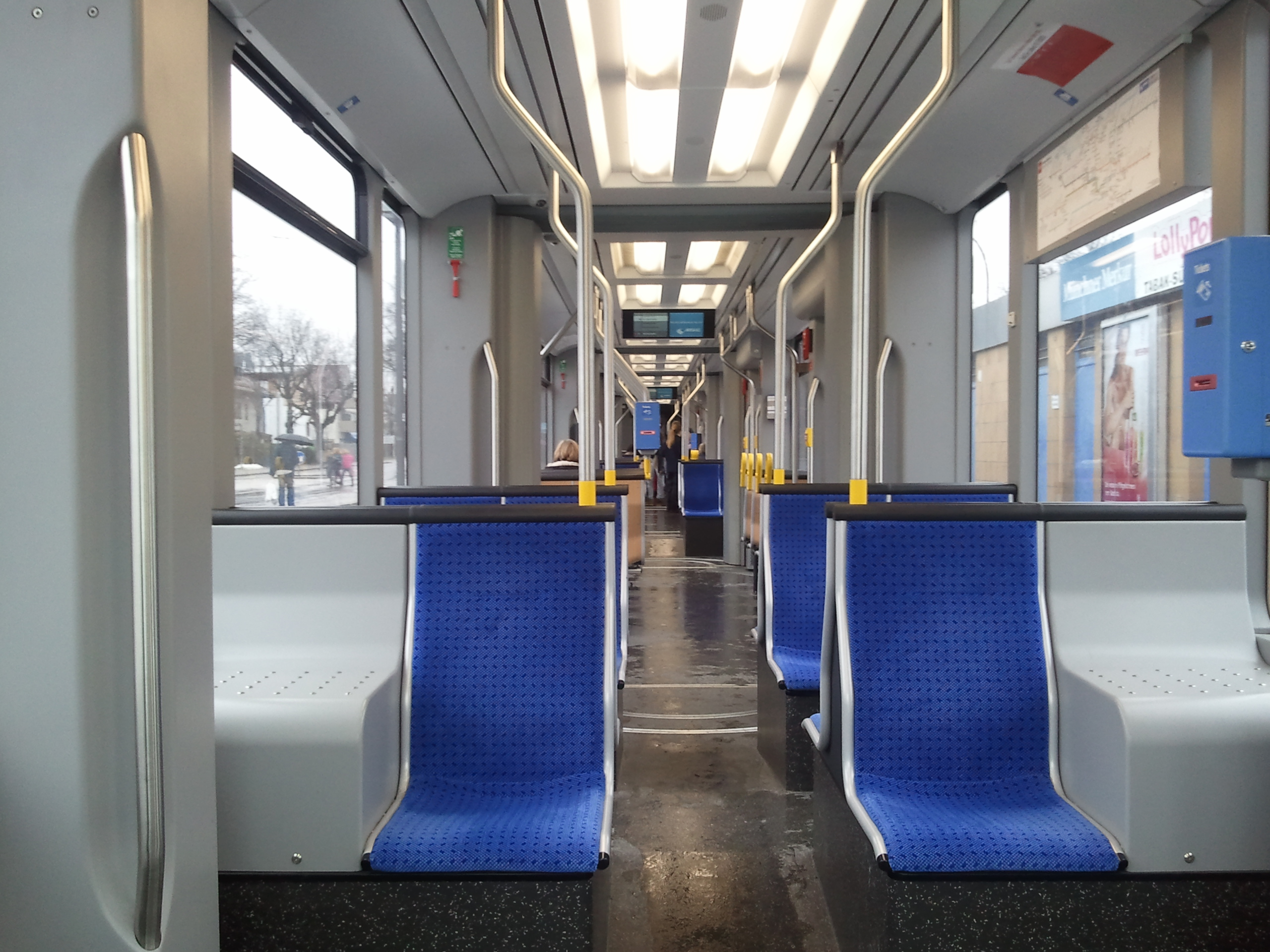
Innenraum des Wagens 2315

Bei der Baureihe S sind die Sitze je nach Abteil in der 2+2-Abteilform beziehungsweise über den Wiegen in einer 2+1-Form angeordnet. Die Sitzgerüste bestehen aus Hartplastik, die mit einer dünnen Schicht Schaumstoff und einem Bezug, der vor der Abnutzung des Kunststoffs schützen soll, gepolstert sind. Alle Fahrzeuge wurden mit einem Hublift für Rollstuhlbenutzer an der Vordertür und zusätzliche Klapprampen an der zweiten Tür ausgestattet und beinhalten in den Abteilen, die als Sänften ausgeführt werden, jeweils zwei nach hinten und zwei nach vorne gerichtete Monitore. Bei ihnen dient der linke Monitor zur Stationsanzeige, während der andere das MVG-Logo mit einem Willkommensgruß anzeigt oder die nächste Haltestelle näher erläutert. Während im Hinterabteil die zwei Monitore nur entgegen der Fahrtrichtung vorhanden sind, ist im Vorderabteil lediglich ein Stationsanzeigemonitor installiert worden; im mittleren Abteil ist kein stationärer Straßenbahnbildschirm vorhanden. Der gesamte Fahrzeuginnenraum wird bei jeder Tram der Baureihe mit acht Kameras überwacht. Eine Kursnummertafel – Umklapptafeln, die via Nummern den Kurs der Straßenbahnlinie anzeigen – im Führerstand wurden 2012 nachgerüstet. Nach Anwohnerbeschwerden von naheliegenden Variobahnrouten wurde die Option geprüft, zusätzliche Dämpfer an den Rädern der Straßenbahnbaureihe zu installieren.
Zur Verwirklichung der Nordtangente, einer Straßenbahnstrecke, die ohne Oberleitung durch den Englischen Garten führen soll, benötigt die MVG Straßenbahnwagen mit integriertem Akkumulator. Dazu sollte der Wagen mit der Nummer 2304 zurück in die Stadlerwerke nach Berlin geschickt werden, um dort testweise eine 380 kg schwere Hochleistungsbatterie zu erhalten. Da der Triebwagen 2301 jedoch kurz zuvor einen Türschaden erlitt, wurden die Pläne gleich mit diesem Wagen verwirklicht. Auf der Teststrecke Hennigsdorf–Velten fuhr dieser Wagen am 25. Mai 2011 über 16 km ohne externe Stromzufuhr, der Stromabnehmer wurde zudem versiegelt. Die Fahrt wurde gutachterlich und notariell begleitet und nach Abschluss ein Eintrag in das Guinness-Buch der Rekorde vorgenommen. Dies ist deutlich weiter als die benötigte Strecke von einem Kilometer durch den Englischen Garten. Die maximale Lebensdauer der Akkumulatoren kann jedoch nur dann erreicht werden, wenn im kontinuierlichen Betrieb die Entladung nicht mehr als 10 bis 15 % beträgt.

## Fahrzeuge
| Nummer | geliefert     | Inbetriebnahme | Besonderheiten                            |
| ------ | ------------- | -------------- | ----------------------------------------- |
| 2301   | 11. März 2009 | 19. März 2009  | Testweise mit Energiespeicher ausgerüstet |
| 2302   | 15. Juni 2009 | 21. Sep. 2009  |                                           |
| 2303   | 26. Nov. 2009 | 4. Dez. 2009   |                                           |
| 2304   | 3. Dez. 2009  | Dez. 2009      |                                           |
| 2311   | 7. Juli 2011  | 2011           |                                           |
| 2312   | 21. Juli 2011 | 2011           |                                           |
| 2313   | 5. Aug. 2011  | 2011           |                                           |
| 2314   | 19. Aug. 2011 | 2011           |                                           |
| 2315   | 1. Sep. 2011  | 2011           |                                           |
| 2316   | 22. Sep. 2011 | 2011           |                                           |
| 2317   | 12. Okt. 2011 | Jan. 2012      |                                           |
| 2318   | 3. Nov. 2011  | 2012           |                                           |
| 2319   | 2012          | 2012           |                                           |
| 2320   | 23. Mai 2012  | 2012           |                                           |

## Modellbahn
Im Januar 2009 erschien ein Modell der Variobahn im Maßstab 1:87 (Nenngröße H0) vom österreichischen Hersteller Halling. Das Modell erschien sowohl motorisiert als auch als Standmodell.